# Fox Park (Wyoming)
Fox Park è un census-designated place (CDP) della contea di Albany, Wyoming, Stati Uniti. La popolazione era di 22 abitanti al censimento del 2010.

## Geografia fisica
Secondo lo United States Census Bureau, ha un'area totale di 1,0 mi² (2,59 km²).
Il CDP si trova interamente all'interno della foresta nazionale di Medicine Bow.

## Società

### Evoluzione demografica
Secondo il censimento del 2010, la popolazione era di 22 abitanti.

### Etnie e minoranze straniere
Secondo il censimento del 2010, la composizione etnica del CDP era formata dal 95,5% di bianchi, lo 0,0% di afroamericani, lo 0,0% di nativi americani, lo 0,0% di asiatici, lo 0,0% di oceanici, il 4,5% di altre razze, e lo 0,0% di due o più etnie. Ispanici o latinos di qualunque razza erano il 4,5% della popolazione.